# 铜色文鸟
是梅花雀科文鸟属的一种，分布于津巴布韦、加蓬、赞比亚、埃塞俄比亚、南非、几内亚比绍、贝宁、塞内加尔、尼日尔、乍得、维尔京群岛（引进种、已绝灭）、马里、科特迪瓦、安哥拉、波多黎各（引进种）、赤道几内亚、斯威士兰、卢旺达、喀麦隆、科摩罗、纳米比亚、塞拉利昂、加纳、中非共和国、尼日利亚、利比里亚、圣多美和普林西比、肯尼亚、坦桑尼亚、布隆迪、刚果民主共和国、博茨瓦纳、刚果、几内亚、冈比亚、苏丹、马拉维、布基纳法索、多哥、乌干达和莫桑比克。全球活动范围约为3,880,000平方千米。该物种的保护状况被评为无危。

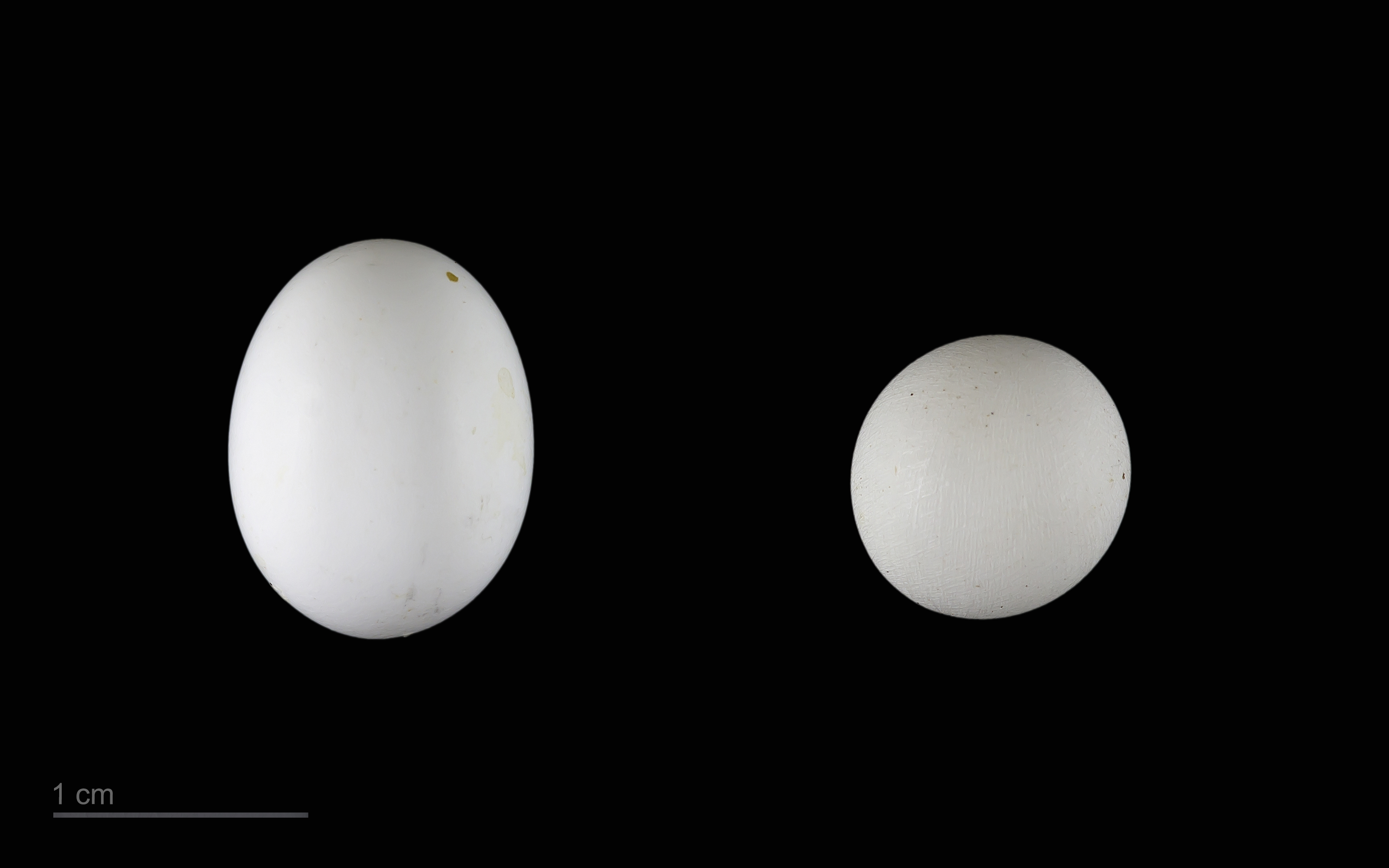
卵 Vidua macroura 在巢中 Lonchura cucullata

铜色文鸟的平均体重约为9.2克。栖息地包括亚热带或热带的（低地）干燥疏灌丛、牧草地、亚热带或热带的湿润低地林、亚热带或热带的旱林、耕地、湿地和亚热带或热带的（低地）干草原。